# La P'tite Hirondelle
La P'tite Hirondelle (in francese: La piccola rondine) è una ballata tradizionale francese, la cui origine è senza dubbio da collocarsi nella Francia di Luigi XVI.
Si tratta di una forma di rondeau in cui un verso si alterna a un ritornello.

## Significato
Nonostante sia oggi considerata una filastrocca per bambini che la cantano in cerchio, la canzoncina in realtà è riferita a fatti che difficilmente riguardano le sfere dell'infanzia. 
Infatti, la rondinella in questione,in questo contesto era il nome che anticamente veniva dato ai soldati dell'esercito francese dell'Ancien Régime per via della loro divisa che ricordava il piumaggio delle rondini: tricorno nero, mantello blu del re con fodera bianca, volto scarlatto e colletto, giacca bianca e calzoni.
Il canto, dunque, non racconta la storia di un uccellino, ma rievoca i saccheggi operati dai soldati nelle campagne e promette a questi soldati usurpatori delle bastonate per vendetta.
Ne brano musicale Les Passants di ZAZ viene citato il ritornello.